# Epitacio Huerta
Epitacio Huerta là một đô thị thuộc bang Michoacán, México. Năm 2005, dân số của đô thị này là 15828 người.